# 格倫代爾 (加利福尼亞州)
格倫代爾（英語： /ˈɡlɛndeɪl/）是美國加利福尼亞州洛杉磯縣的一個城市，位於該縣中部。1884年開埠，1906年建市。該城市是洛杉磯縣的第四大城市，同時也是加利福尼亞州的第23大城市。當地華人圈亦有使用格蘭岱爾作為譯名。

## 姐妹城市
- 亞美尼亞卡潘
- 日本東大阪市
- 大韓民國金浦市
- 大韓民國固城郡
- 墨西哥特拉克帕克
- 墨西哥羅薩里多